# Koppány Gyula
Koppány Gyula Ferenc József (Zalaegerszeg, 1831. december 4.–Zalaegerszeg, 1852. december 8.), az 1848–49-es forradalom és szabadságharc alatt főhadnagy a 47. honvédzászlóaljban.

## Élete
A Zala vármegyei nemesi Koppány család leszármazottja. Apja, Koppány Ferenc (1792–1866) Zala vármegye első alispánja, főadószedője, táblabíró, a zalai nemesi pénztár gondnoka, anyja, pogányszentpéteri Málik Mária Terézia (1800-1834) asszony volt. Apai nagyszülei nemes Koppány József (1753-1818), egerszegi várnagy, táblabíró, Zala vármegye számvevője 1810. május 7. és 1818. február 23. között, és hottói Nagy Magdolna (1772-1814) voltak. Koppány József Zala megyei várnagy, feleségével és gyermekeivel együtt 1803. augusztus 12.-én címeres levelet szerzett I. Ferenc magyar királytól. Nagynénje, Koppány Borbála (1801-1880), akinek a férje, csáfordi Csillagh Lajos (1789-1860) zalai alispán, aki az 1848-as szabadságharc alatt a megyei állandó bizottmány elnöke volt.
Alaptanulmányai után bölcsészetet tanult Szombathelyen, majd 1848-ban a győri királyi jogakadémián lediplomázott. 1848. október 12.-étől hadnagy a Zala megyei önkéntes nemzetőrségben. 1848. november 10.-étől az előbbiből alakult 47. honvédzászlóaljnál szolgált. A téli hadjárat idején a drávai hadtest, illetve a Központi Mozgó Sereg, majd a tavaszi és a nyári hadjáratban hadjáratban az I. hadtest kötelékében szolgál alakulatával. A világosi fegyverletételi jegyzéken zászlóaljának főhadnagyaként szerepelt. 1849. november 1.-jén besorozták az 1. huszárezredhez, és 1851. áprilisában elbocsátották.
1852. december 8.-án Zalaegerszegen, hunyt el nőtlenként és gyermekek nélkül.